# Andreas Gerster
Andreas Gerster (ur. 24 listopada 1982 w Vaduz) – liechtensteiński piłkarz występujący na pozycji pomocnika, reprezentant Liechtensteinu w latach 2001–2009.

## Kariera klubowa
Wychowanek akademii piłkarskiej klubu FC Vaduz. W 2000 roku został włączony do składu pierwszego zespołu. W sierpniu tego samego roku zadebiutował w europejskich pucharach w meczu z Amicą Wronki (0:3) w Pucharze UEFA 2000/01. Od sezonu 2001/02 rozpoczął regularne występy w podstawowym składzie FC Vaduz, który rywalizował na poziomie szwajcarskiej Challenge League. W sezonach 2003/04 i 2004/05 dotarł z tym klubem do baraży o wejście do Super League, w obu przypadkach przegranych po dwumeczach przeciwko odpowiednio: Neuchâtel Xamax i FC Schaffhausen. W latach 2001–2006 wywalczył sześciokrotnie Puchar Liechtensteinu.
W rundzie wiosennej sezonu 2006/07 grał w austriackim klubie TSV Hartberg, prowadzonym przez Andrzeja Lesiaka, z którym spadł z Erste Ligi. Od połowy 2007 roku występował w USV Eschen/Mauren, z którym rok później uzyskał awans do III ligi szwajcarskiej. W kwietniu 2009 roku doznał złamania kości piszczelowej, co wymusiło poddanie się przez niego dwuletniej rekonwalescencji. W tym czasie zaangażował się w działalność dobroczynną, mającą na celu stworzenie w Kadunie w Nigerii akademii piłkarskiej i świetlicy edukacyjnej dla miejscowej młodzieży. Po wyleczeniu kontuzji zaliczył krótkie epizody w FC Triesenberg w 2011 i 2013 roku, po czym zakończył karierę zawodniczą.

## Kariera reprezentacyjna
28 lutego 2001 zadebiutował w reprezentacji Liechtensteinu prowadzonej przez Ralfa Loose w przegranym 0:2 towarzyskim meczu z Łotwą. W 2007 roku wystąpił w wygranym 3:0 meczu z Islandią w eliminacjach Mistrzostw Europy 2008, uważanym za jeden z największych sukcesów w historii drużyny narodowej. Ogółem w latach 2001-2009 rozegrał dla Liechtensteinu 38 spotkań, nie zdobył żadnego gola.

## Kariera trenerska
W 2013 roku rozpoczął pracę jako asystent pierwszego szkoleniowca FC Triesenberg.

## Sukcesy
FC Vaduz
- Puchar Liechtensteinu: 2000/01, 2001/02, 2002/03, 2003/04, 2004/05, 2005/06